# Бикини (роман)
«Бикини» (пол. Bikini) — роман Януша Вишневского, изданный в 2009 году.

## Предыстория
Третий роман польского писателя Януша Леона Вишневского — это история любви американца и немки, которая разворачивается во времена Второй Мировой войны.

История главной героини Анны, которая фотограф, которая ходит по разрушенному Дрездену и фотографирует, это реальная история. Была такая девушка, и я об этом знаю, потому что говорил с пастором того костела, о котором идет речь в книге. И он видел такую девушку. Но я не знаю, что с ней случилось после войны, не знаю ее судьбу. Но сюжет — это, конечно, вымысел.
— Януш Леон Вишневский

## Сюжет
Действия романа происходят в разрушенном Дрездене, где главная героиня Анна попадает под бомбардировки в феврале 1945 года. По сюжету героиня мечтает стать фотографом, и поэтому отец дарит ей на день рождения фотоаппарат.
Лучшими фотографиями Анны становятся те, на которых изображены сцены её родного города в пожарах, а также руины домов и те люди, которых уже нет. 
Анна бывает в старом соборе. Там она вспоминает своё детство, ненависть её родителей к Адольфу Гитлеру и свою первую любовь со скрипачом в склепе. Героиня мечтает, чтобы война закончилась.
Стэнли — репортер в New York Times - наслаждается работой, меняет женщин и живёт в городе, который не знает войны. Редактор его газеты посылает Стэнли в Европу, чтобы он написал статью о войне, которая так далеко от них. 
Стэнли переживает весь ужас Второй Мировой войны пока добирается до Кёльна. В Кёльне он случайно встречает Анну и видит её фотографии. Позже Стэнли просит своего редактора перевезти Анну в Америку. Стэнли и Анне пришлось пройти многочисленные проверки на границе и испытать полное безразличие при отсутствии нужных бумаг, но они все же прибывают в Нью-Йорк. 
В Нью-Йорке публикуются фотографии Анны. Благодаря своему знанию английского языка Анна получила возможность работать в той же редактуре, что и Стэнли. Анна живёт в небольшой квартире, знакомится с соседом евреем. Дружбу Анны с евреем осуждают другие жители района. Анне не привыкать к такому поведению людей — в Германии её семья прятала еврейского мальчика в подвале, пока про это не узнали немецкие солдаты. 
Позднее Анна знакомится с Эндрю, братом Стэнли, который оказался замкнутым и нелюдимым человеком. Эндрю интересен Анне своей загадочностью, поэтому они начинают встречаться. Анна не знает, что Эндрю работает над Манхэттенским проектом. Она узнает об этом только во время командировки на атолл Бикини, где проходили испытания ядерного оружия. Анна снова окунается в своё прошлое в Германии, она напугана и ненавидит Эндрю за эту ситуацию. Она наспех делает фотографии и улетает в Нью-Йорк. 
Заканчивается книга эпизодом в кафе, где Анна сидит с женой Стэнли и видит газету с чёрной первой полосой и единственной белой записью — Бикини.